# Associação Desportiva Limoeiro Futebol Clube
L'Associação Desportiva Limoeiro Futebol Clube, noto anche semplicemente come Limoeiro, è una società calcistica brasiliana con sede nella città di Limoeiro do Norte, nello stato del Ceará.

## Storia
Il club è stato fondato il 1º febbraio 2001. Il Limoeiro ha vinto il Campeonato Cearense Série B nel 2001 e nel 2009. Ha partecipato al Campeonato Brasileiro Série C nel 2004, dove ha raggiunto la fase finale, tuttavia terminando al quarto posto, e non riuscendo a ottenere la promozione nel Campeonato Brasileiro Série B dell'anno successivo.

## Palmarès

### Competizioni statali
- Campeonato Cearense Série B: 2

2001, 2009